# Doucha

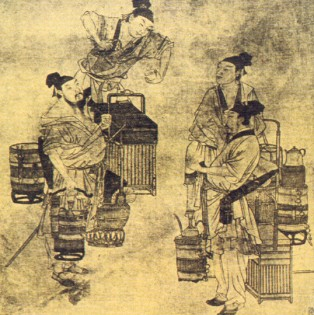
Image de Doucha (鬥茶圖) par Zhao Mengfu (1254-1322), dynastie Yuan

Le doucha (chinois simplifié : 斗茶 ; chinois traditionnel : 鬥茶 ou 闘茶 ; pinyin : dòuchá ; litt. « lutte de thé », prononcé en japonais tōcha (闘茶)), également appelé mingzhan (茗戰 / 茗战, míngzhàn, « bataille de thé ») sous la dynastie Tang (618 — 907), qui pourrait être traduit par compétition de thé, est un loisir et art chinois, qui est également apprécié dans le sphère culturelle chinoise (Chine, Corée, Japon, Vietnam), apparu sous la dynastie Tang, consistant à boire et comparer les qualités de différents thés.
Les deux principaux critères de jugement était la couleur de l'infusion de thé (湯色 / 汤色, tāngsè), et sa mousse (湯花 / 汤花, tānghuā). Cette tradition chinoise de la qualité de la mousse est à l'origine de la technique du matcha.
Sous la dynastie Song (960 – 1279), on utilisait également le terme de fureur du thé (chinois : 狂茶 ; pinyin : kuángchá), cette pratique y est devenu très importante.
Ce loisir est apporté au Japon pendant la période Kamakura (1185 — 1333).
De nos jours, une fête de doucha (天心村民间斗茶节, « fête populaire du doucha du village de Tianxin ») à lieu en novembre dans les monts Wuyi (notamment connu pour les thés Da hong pao et Lapsang souchong), au cœur de la province du Fujian. La compétition se déroule dans un lieu nommé « Banquet du thé des 100 maisons » (百家茶席), où 200 cultivateurs de thé de la région sont tiré au sort pour participer à la dégustation,.